# Can Torres de la Font Tallada
Can Torres de la Font Tallada és un edifici del municipi d'Olèrdola (Alt Penedès) que forma part de l'Inventari del Patrimoni Arquitectònic de Catalunya. Hi ha una placa a la façana amb la inscripció, dibuixos i la data del 1742. El barri de Can Torres va sorgir segurament dels treballadors de la masia que deurien tenir contractes de censos.

## Descripció
Masia de planta basilical, composta de planta baixa, pis i golfes, amb portal d'entrada d'arc de mig punt adovellat, balcons al primer pis i cantoneres de pedra. Galeria lateral tapiada, que en planta forma una L amb la masia. Baluard de dues entrades, amb edificis agrícoles i casa dels masovers annexos. Rellotge de sol. Ha sofert moltes reformes: s'ha tapiat una finestra i s'ha obert una segona porta.